# Форхенд, Мак
Мак Форхенд (англ. Mac Forehand; род. 4 августа 2001, Норуолк) — американский фристайлист (слоупстайл, биг-эйр), серебряный призёр чемпионата мира 2025 года, победитель Всемирных экстремальных игр (2023). Двукратный обладатель Кубка мира 2018/2019 и 2023/2024 годов в дисциплине «слоупстайл». Победитель и призёр этапов Кубка мира. Участник зимних Олимпийских игр 2022 года.

## Биография
В сезоне 2018/2019 годов Мак впервые в карьере завоевал хрустальный глобус Кубка мира в слоупстайле.
В 2022 году Мак представлял США на зимних Олимпийских играх в Пекине. Занял 11-е место в биг-эйре и 20-е место в слоупстайле.
На Всемирных экстремальных игр 2023 года в Аспене стал победителем в биг-эйре и вторым в слоупстайле.
В Кубке мира по фристайлу 2023/2024 годов Форхенд во второй раз в карьере выиграл хрустальный глобус в дисциплине «слоупстайл».
В марте 2025 года участвовал в чемпионате мира по фристайлу и завоевал серебряную медаль в дисциплине слоупстайл, набрав 85,53 балла. В биг-эйре был четвёртым с суммой в 182,00 балла.